# Physalis mcvaughii
Physalis mcvaughii ist eine Pflanzenart aus der Gattung der Blasenkirschen (Physalis) in der Familie der Nachtschattengewächse (Solanaceae).

## Beschreibung
Physalis mcvaughii ist ein 1,5 bis 2,5 m hoher Strauch, der mit kurzen Trichomen behaart ist. Die Laubblätter sind eiförmig bis rhombisch eiförmig, nach von zugespitzt und 7 bis 13 cm lang, sowie 4 bis 9 cm breit. Der Blattrand ist kurzgezähnt, der Blattstiel ist 1,5 bis 5,5 cm lang.
Die Blüten stehen an 25 bis 30 mm langen Blütenstielen, die sich an den Früchten auf 40 bis 55 mm verlängern. Der Kelch ist an der Blüte 8 bis 9 mm lang, misst an der Basis der Kelchlappen 10 bis 15 mm im Durchmesser, die Kelchlappen sind dreieckig und 3 bis 5 mm lang. Die Krone ist gefleckt, glockenförmig-radförmig bis zurückgebogen-radförmig und misst 11 bis 13 mm in der Länge und 20 bis 25 mm im Durchmesser. Die Staubbeutel sind violett gefärbt, 2,7 bis 3,5 mm lang und stehen an 3 bis 4 mm langen Staubfäden.
Die Frucht ist eine 15 bis 20 mm durchmessende Beere, die von einem sich vergrößernden Kelch umschlossen wird. Dieser ist zehneckig, wobei die Ecken, an denen die Kelchblätter verwachsen sind, deutlicher ausgeprägt sind als die restlichen fünf Ecken. Der Fruchtkelch erreicht eine Länge von 25 bis 45 mm und einen Durchmesser von 25 bis 35 mm.

## Verbreitung
Die Art ist im mexikanischen Bundesstaat Jalisco verbreitet.

## Etymologie
Die Art ist nach dem Sammler des Typusexemplars Rogers McVaugh benannt.